# Bijan Jelvani
Bijan Jelvani (6 novembre 1993) è un giocatore di football americano tedesco che gioca come runningback per i Saarland Hurricanes.
I suoi fratelli Majan e Sasan giocano in ELF.